# رودریگو مارانگونی
رودریگو مارانگونی (انگلیسی: Rodrigo Marangoni؛ زادهٔ ۲۱ فوریهٔ ۱۹۷۸) بازیکن فوتبال اهل آرژانتین است.
از باشگاه‌هایی که در آن بازی کرده‌است می‌توان به باشگاه ورزشی بارسلونا، باشگاه فوتبال آرسنال ساراندی، باشگاه فوتبال بارسلونا، باشگاه فوتبال ولز سارسفیلد، و باشگاه فوتبال جیمناسیا لاپلاتا اشاره کرد.